# Horst Günther (Autor)
Horst Günther (* 1945) ist ein deutscher Philosoph und Übersetzer.
Günther wurde 1977 mit einer Arbeit über die „Semantik der historisch-politischen Welt“ an der Universität Heidelberg promoviert. Er lehrte Philosophie in Berlin und ist auch am Pariser Maison des Sciences de l’Homme in Paris tätig. Er war als Übersetzer und Herausgeber für mehrere Verlage tätig; mehrere Bücher gab er im Berliner Wagenbach-Verlag heraus.
Günther lebt in Berlin und Lyon.

## Veröffentlichungen (Auswahl)
- Das Bücherlesebuch : Vom Lesen, Leihen, Sammeln: von Büchern, die man schon hat, und solchen, die man endlich haben will, Berlin: Wagenbach 1992, ISBN 3-8031-2200-7 (Nr. 200 der Reihe Wagenbachs Taschenbuch).
- (Hg.): Die Französische Revolution : Berichte u. Deutungen dt. Schriftsteller u. Historiker, Frankfurt am Main: Deutscher Klassiker-Verlag 1985, ISBN 3-618-66720-5.
- Freiheit, Herrschaft und Geschichte : Semantik der historisch-politischen Welt, Frankfurt am Main: Suhrkamp 1979, (Zugl.: Heidelberg, Univ., Philos.-Histor. Fak., Diss., 1977), ISBN 3-518-07523-3.
- (Hg.): Lektüre zwischen den Jahren. Von der Kraft der Wörter. Insel, Frankfurt am Main 1988, ISBN 3-458-14376-9.
- (Übers.): Robert Darnton Glänzende Geschäfte : die Verbreitung von Diderots Encyclopedie oder: Wie verkauft man Wissen mit Gewinn?, aus dem Englischen und Französischen von Horst Günther, Frankfurt am Main: Fischer-Taschenbuch-Verlag 1998, (Lizenz des Verl. Wagenbach, Berlin), ISBN 3-596-12335-6.
- (Übers.) Jean-Pierre Vernant: Der maskierte Dionysos : Stadtplanung und Geschlechterrollen in der griechischen Antike, mit einem Vorwort und aus dem Französischen von Horst Günther, Berlin: Wagenbach 1996, ISBN 3-8031-5155-4.